# Доси (Верона)
Доси је насеље у Италији у округу Верона, региону Венето.
Према процени из 2011. у насељу је живело 123 становника. Насеље се налази на надморској висини од 61 м.